# ديلافلوكساسين
ديلافلوكساسين (بالإنجليزية: Delafloxacin)‏ ويعرف بالاسم التجاري ديلافلوكساسين (بالإنجليزية:  Delafloxacin)‏ هو دواء مضاد حيوي اصطناعي يستعمل لعلاج العدوى النّاتجة عن بعض أنواع البكتيريا المتعدّدة المقاومة مثل المكورات العنقودية الذهبية المقاومة للميثيسيلين.